# Iaslovăț
Iaslovăț – wieś w Rumunii, w okręgu Suczawa, w gminie Iaslovăț. W 2011 roku liczyła 3163 mieszkańców. 